# Vystavočnyj centr (stanice monorailu v Moskvě)
Vystavočnyj centr (rusky Выставочный центр) je stanice na moskevském monorailu. Její název znamená v překladu Veletržní palác a odkazuje na dřívější název přilehlého areálu Výstavy úspěchů národního hospodářství, jehož název v letech 1992 - 2014 byl Celoruský veletržní palác (rusky Всероссийский выставочный центр). Stanice se nachází přibližně 250 metrů od stanice metra VDNCh na Kalužsko-Rižské lince, na kterou lze bezplatně přestoupit .

## Charakter stanice
Stanice Vystavočnyj centr se nachází ve čtvrti Ostankinskij rajon (Останкинский район) v Severovýchodním administrativním okruhu uprostřed cesty mezi vestibulem stanice metra VDNCh a hlavním vstupem do výstavního areálu.
Stanice má jeden vestibul na východní straně nástupiště, který je spojen s nástupištěm třemi eskalátory. K dispozici je zde i bezbariérový výtah. Nástupiště je chráněno před srážkami lehkou střechou, která je podepřena dvěma řadami kovových sloupů podél osy stanice.